# Općina Gornji Grad
Općina Gornji Grad (slo.:Občina Gornji Grad) je općina u sjevernoj Sloveniji u pokrajini Štajerskoj i statističkoj regiji Savinjskoj. Središte općine je naselje Gornji Grad s 992 stanovnika.

## Zemljopis
Općina Gornji Grad nalazi se u sjevernom dijelu Slovenije, u krajnje jugozapadnom dijelu pokrajine Štajerske. Središnji dio općine je dolina rječice Drete. Iznad doline pružaju se brda i planine Savinjskih Alpa.
U nižem dijelu općini vlada umjereno kontinentalna klima, a u višem njena oštrija, planinska varijanta. Najvažniji vodotok u općini je rječica Dreta. Svi ostali vodotoci su mali i njeni su pritoci.

## Naselja u općini
Bočna, Dol, Florjan pri Gornjem Gradu, Gornji Grad, Lenart pri Gornjem Gradu, Šmiklavž, Tirosek,

## Vanjske poveznice
- Službena stranica općine  Arhivirana inačica izvorne stranice od 20. srpnja 2018. (Wayback Machine)